# 70 Pułk Piechoty (LWP)
70 pułk piechoty – oddział piechoty ludowego Wojska Polskiego.
Sformowany jako JW 1785 na podstawie rozkazu MON Nr 0044/Org. z 17 maja 1951. Wchodził w skład 12 Dywizji Piechoty. Stacjonował w garnizonie Szczecin. Rozformowany w 1957.

## Struktura organizacyjna
dowództwo i sztab
- 3 bataliony piechoty
- artyleria pułkowa
  - dwie baterie armat 76 mm
  - bateria moździerzy
- batalion szkolny
- kompanie: łączności, saperów
- pluton obrony przeciwchemicznej

Stan etatowy wynosił1940 żołnierzy.